# Tatiana Macdonald
Tatiana Macdonald (auch Tatiana MacDonald, geborene Tatiana Lund) ist eine Szenenbildnerin und Artdirector, die bei der Oscarverleihung 2015 für ihre Arbeit bei The Imitation Game – Ein streng geheimes Leben zusammen mit Maria Djurkovic für den Oscar in der Kategorie Bestes Szenenbild nominiert war. Seit ihrer Arbeit bei Auf immer und ewig 1998 arbeitet sie stets mit Djurkovic zusammen. Macdonald ist seit 1999 mit dem britischen Filmemacher Kevin Macdonald verheiratet.

## Filmographie
- 1995: Sidney’s Chair (Kurzfilm)
- 1996: The Unsaid – Lautlose Schreie (The Unsaid)
- 1998: Auf immer und ewig (Ever After: A Cinderella Story)
- 1998: Sie liebt ihn – sie liebt ihn nicht (Sliding Doors)
- 1999: Citizen Kane – Die Hollywood-Legende (RKO 281, Fernsehfilm)
- 1999: Fanny und Elvis
- 2000: Billy Elliot – I Will Dance (Billy Elliot)
- 2001: Die Liebe der Charlotte Gray (Charlotte Gray)
- 2001: Die Grauzone (The Grey Zone)
- 2002: Doctor Schiwago (Fernseh-Mehrteiler)
- 2004: Vanity Fair – Jahrmarkt der Eitelkeit (Vanity Fair)
- 2005: Man to Man
- 2007: Cassandras Traum (Cassandra’s Dream)
- 2010: The Special Relationship (Fernsehfilm)
- 2011: Dame, König, As, Spion (Tinker Tailor Soldier Spy)
- 2013: The Invisible Woman
- 2014: The Imitation Game – Ein streng geheimes Leben (The Imitation Game)
- 2015: A Bigger Splash